# Malindi (Tanzania)
Malindi è una circoscrizione rurale (rural ward) della Tanzania situata nel distretto di Lushoto, regione di Tanga. Conta una popolazione di 17 979 abitanti (censimento 2012).